# Ешфорд (Алабама)
Ешфорд (енгл. Ashford) град је у америчкој савезној држави Алабама. По попису становништва из 2010. у њему је живело 2.148 становника.

## Демографија
Према попису становништва из 2010. у граду је живело 2.148 становника, што је 295 (15,9%) становника више него 2000. године.
| Група             | 2000.         | 2010.         |
| Белци             | 1.314 (70,9%) | 1.689 (78,6%) |
| Афроамериканци    | 510 (27,5%)   | 418 (19,5%)   |
| Азијати           | 1 (0,1%)      | 5 (0,2%)      |
| Хиспаноамериканци | 28 (1,5%)     | 17 (0,8%)     |
| Укупно            | 1.853         | 2.148         |